# Coldcut

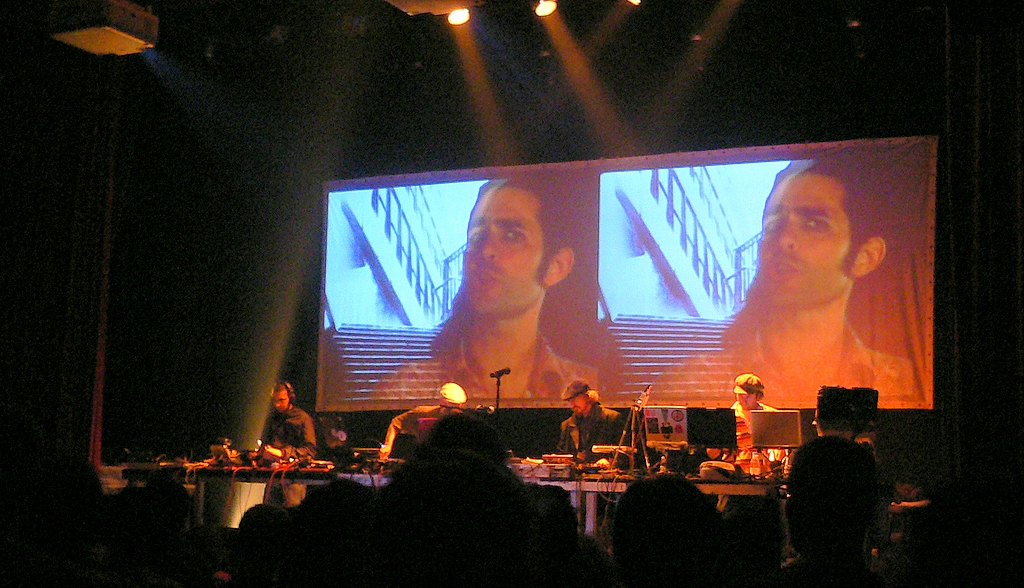
Coldcut in concert (Keulen, 2006)

Coldcut is een Brits dj-duo, bestaande uit Matt Black (1961) en Jonathan More (1957). Het duo werd bekend als pioniers in het maken van platen met samples. Ook stonden de twee aan de basis van het label Ninja Tune en het project DJ Food. Het duo maakte bij de muziek veel gebruik van de mogelijkheden van video en de computer. Zo waren ze zeer vooruitstrevend met het combineren van muziek en multimedia.

## Pioniersfase
Black en Moore begonnen met hun samenwerking halverwege de jaren tachtig bij het piratenradiostation KissFM. Ze werken op dat moment als kunstdocent en softwareprogrammeur. Vanaf 1986 brachten ze enkele singles uit als Beats + Pieces en Say kids, what time is it? op het door hen Ahead of our time-label. Deze singles behoren tot de vroegste in de Britse dancescene.

## Hits
In 1987 maakte Coldcut een remix van "Paid in Full" van Eric B. & Rakim. Deze plaat vol met samples, onder meer van het nummer Im Nin'alu van Ofra Haza, werd een internationale tophit. In 1988 brak Coldcut door naar een groter publiek met eerste hit onder eigen naam, Doctorin' the House met zangeres Yazz. De titel van het nummer werd niet veel later geparodieerd door The KLF, als Doctorin' the tardis als truc om maximale aandacht te genereren voor hun Timelords-project.
Intussen was het maken van platen met samples een grote hype geworden. Zo gebruikte M/A/R/R/S/ de sample van Paid in Full voor de track Pump Up the Volume, waarmee een wereldhit werd gemaakt. Ook acts als Cappella en Bomb The Bass sprongen direct in op de hype. Samen met zangeres Yazz produceerden ze in 1988 het project Yazz & the Plastic Population. De single The only way is up werd een nummer-een-hit in meerdere landen. In 1989 zorgde Coldcut ook voor de doorbraak van zangeres Lisa Stansfield door haar me te laten zingen op People hold on. Ook werken ze samen met hiphopdiva Queen Latifah op de single Find a way. Naast Coldcut is er ook het project Hex. Hiermee produceren ze videomateriaal voor zichzelf en voor andere artiesten.

## Ninja tune
Na 1990 werd het succes van Coldcut als act minder. Het album Philosophy (1993) werd zelfs een regelrechte flop. Meer succes was er met het label Ninja Tune, dat in 1990 werd opgericht. Dit om niet gebonden te hoeven zijn aan een grote platenmaatschappij. Ook werd de creatie DJ Food populair. Deze fictieve dj stond hen wekelijks bij in de wekelijkse radioshow Solid steel. Daarmee werd ook de Jazz Brakes-serie uitgebracht. In 1995 werd er met Recipe for disaster het eerste DJ Food-album uitgebracht.

## Nieuwe koers
Door een rechtenkwestie was het de twee pas in 1997 toegestaan om als Coldcut werk op Ninja Tune te doen verschijnen. In het najaar van dat jaar verscheen Let us play. Hierop zette Coldcut meer koers richting triphop. Het album was een groot project waaraan artiesten als Grandmaster Flash, The Herbaliser en Talvin Singh hun bijdragen leverden. Het album ging gepaard met een cd-rom waarbij beeld en geluid een geheel vormen. Iets dat in 1997 zeer vooruitstrevend was. Ook bouwen ze in samenwerking met enkele programmeurs de VJAMM-software voor de videobeelden tijdens hun optreden. Deze software werd vrij beschikbaar gesteld. Van het album werd in 1999 ook een remixalbum gemaakt, dat Let Us Replay! heet.
Op Let us play staat de single Timber, dat werd samengesteld uit geluiden van het hakken en zagen van hout. Samen met de videoclip is het een politiek statement tegen ontbossing. Ook werd politiek engagement getoond met de single Re:volution, waarop speeches van Tony Blair en William Hague in de mix worden gegooid. Dit brachten ze uit als Coldcut & The guilty party
Na een wat rustigere periode verscheen in 2006 het album Sound Mirrors, waarop artiesten als Roots Manuva en Robert Owens te gast zijn. Qua stijl ligt het album op de eerder ingezette koers.
In 2016 verscheen de ep Only Heaven. In december 2017 zond BBC Radio 4 het hoorspel Billie Homeless Dies at the End uit; Coldcut verzorgde de muzikale omlijsting.
- CiNii: DA12050196
- International Standard Name Identifier: 0000 0001 1504 1137
- Library of Congress Control Number: n95096081
- MusicBrainz: cedd2cc6-c77f-4104-b333-0547b29e0b71
- Nationale Bibliotheek van Tsjechië: xx0023377
- Système universitaire de documentation: 132411830
- Virtual International Authority File: 136204481